# Diablak

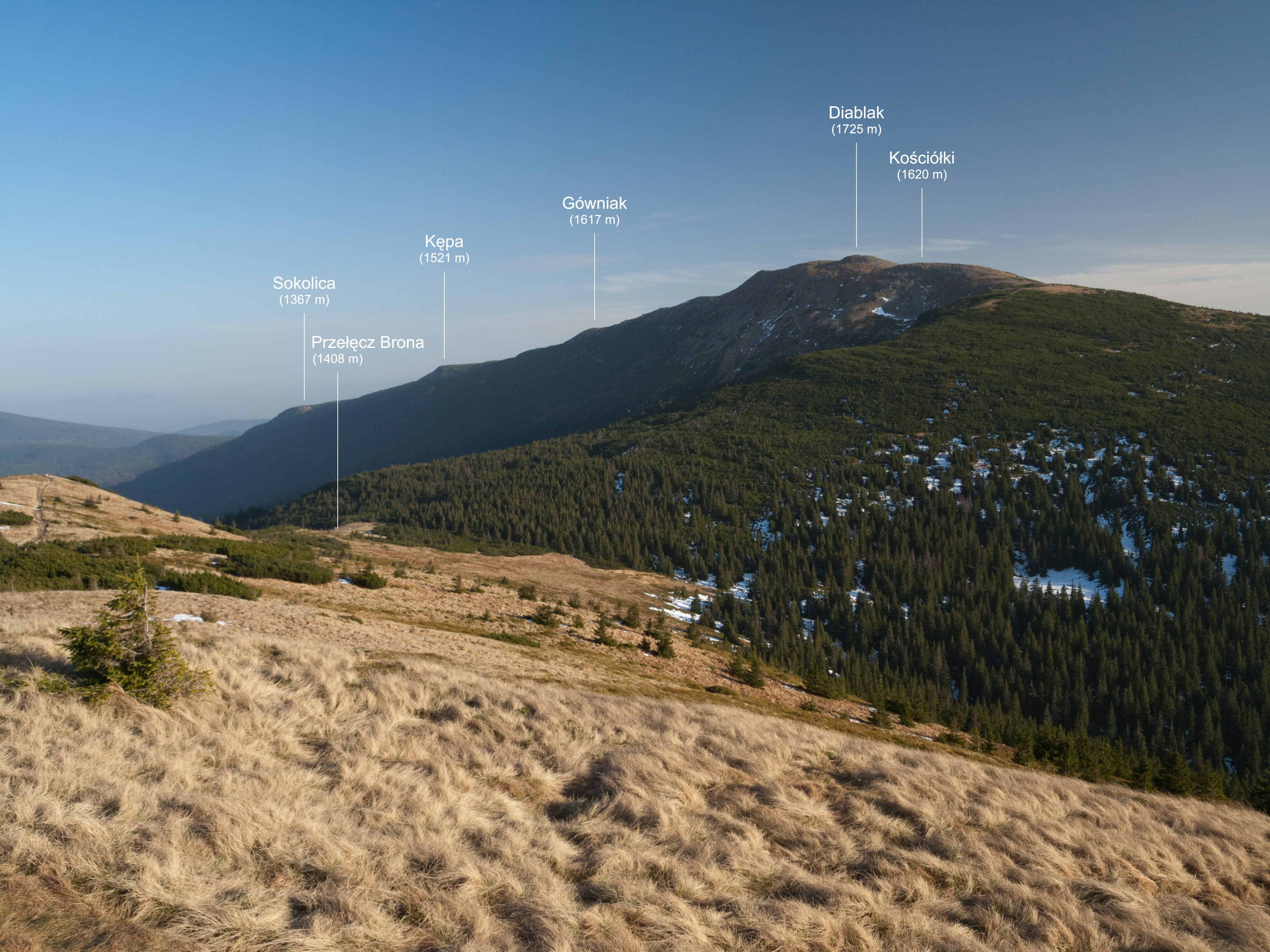
widok na Diablaka od zachodu

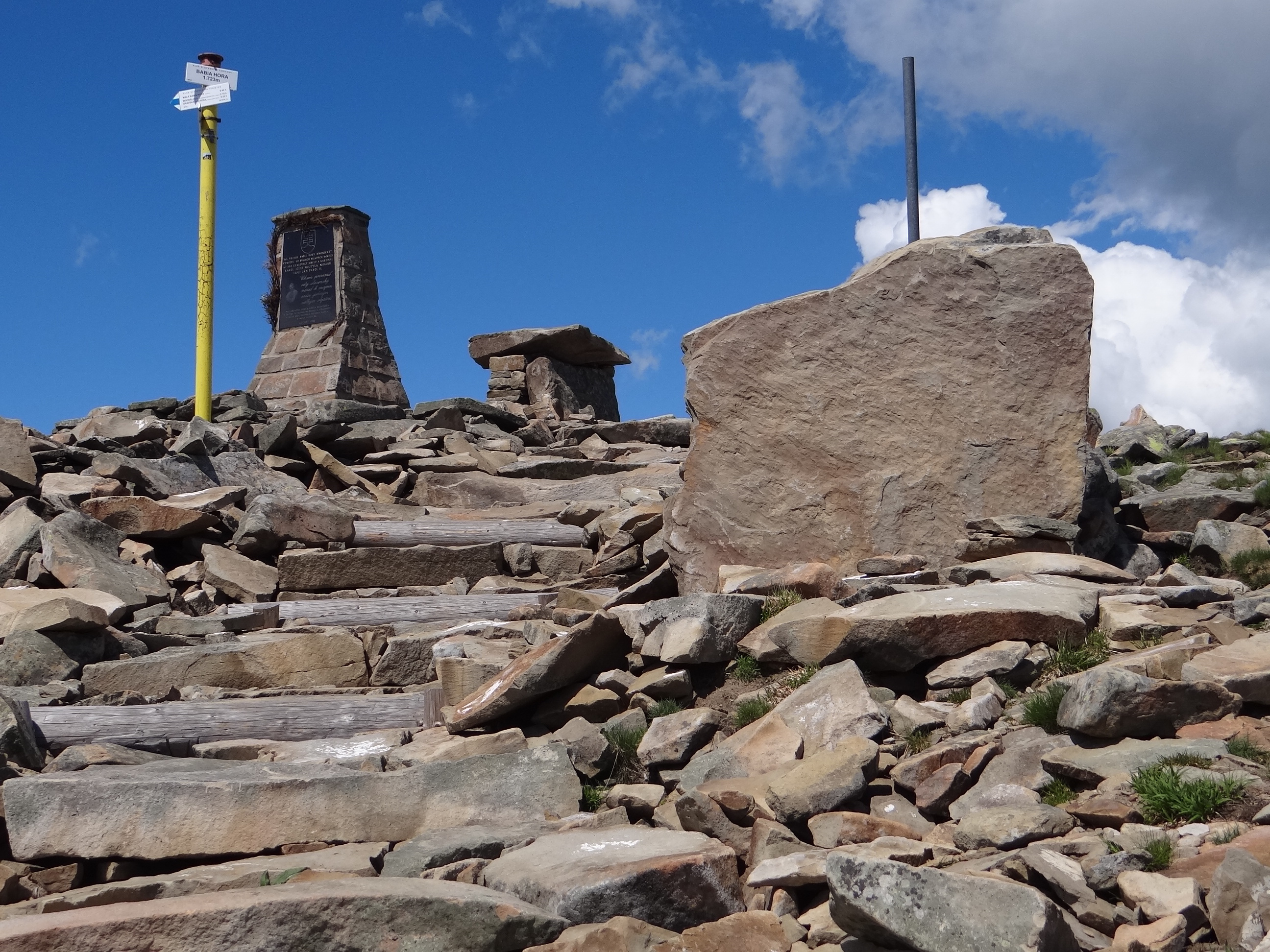
Na szczycie Diablaka po słowackiej stronie

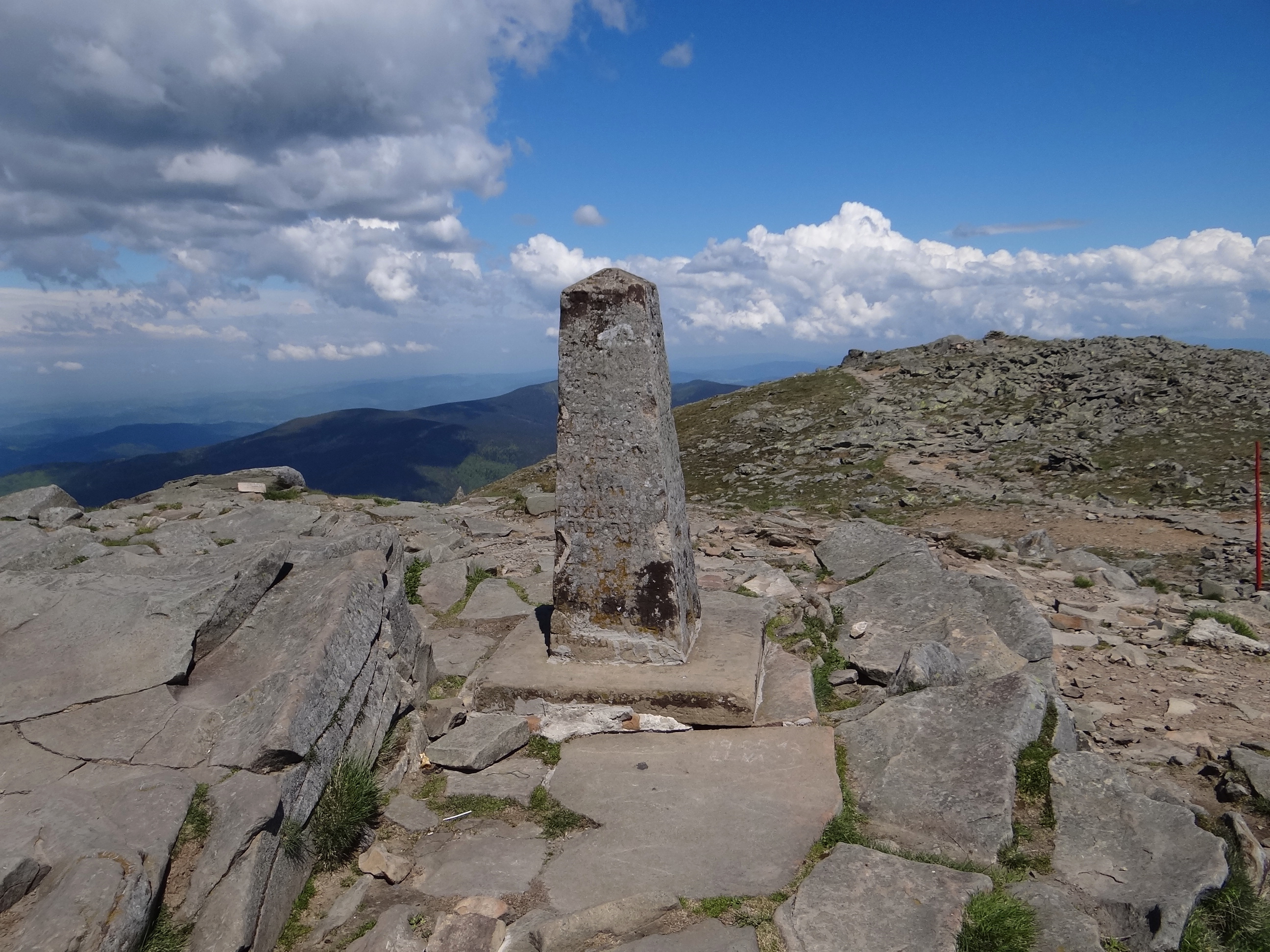
Obelisk Józefa Habsburga

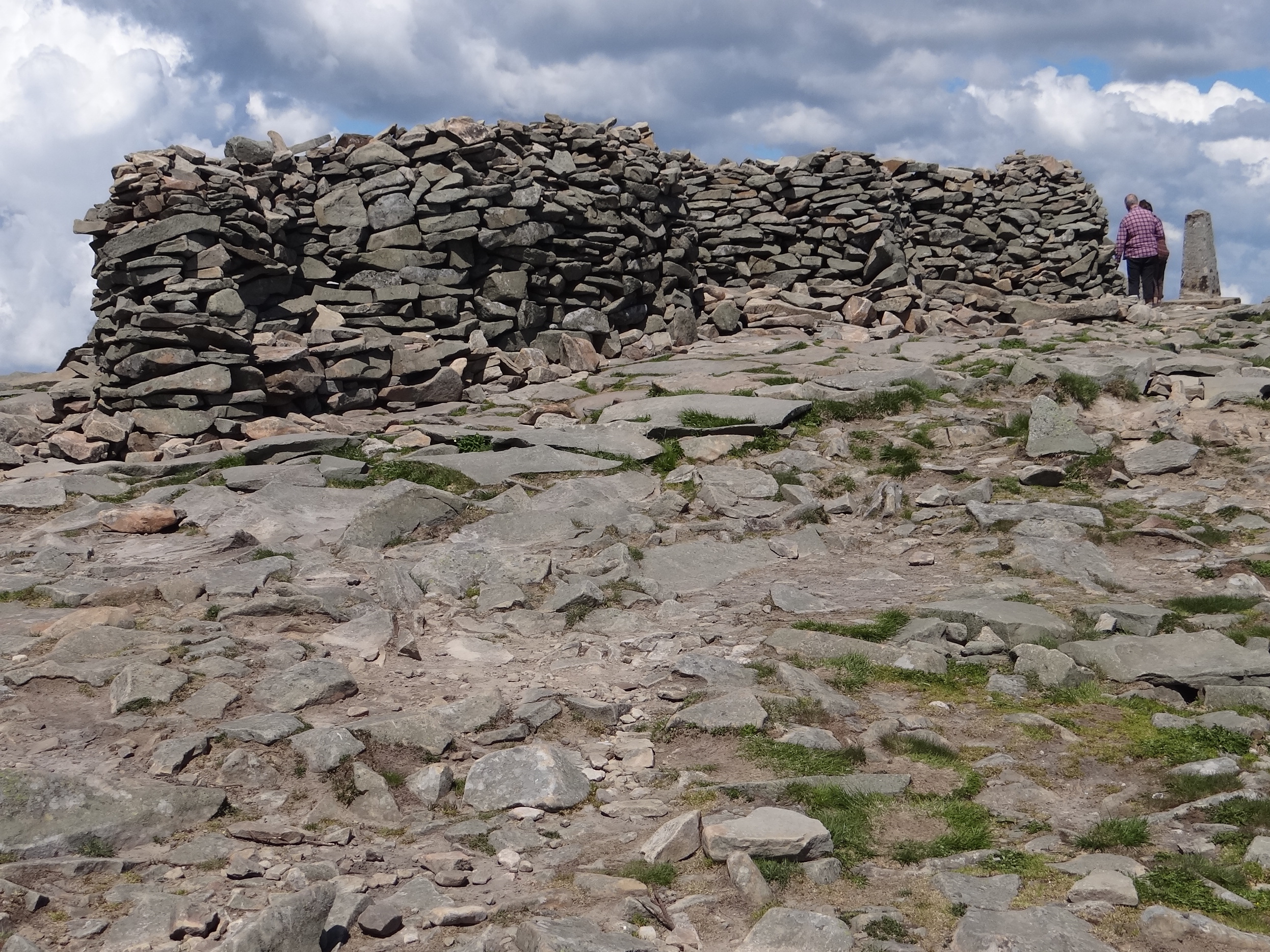
Szczyt Diablaka i kamienny mur

Diablak lub Babia Góra (słow. Babia hora, 1724 m) – najwyższy szczyt masywu Babiej Góry w Paśmie Babiogórskim w Beskidzie Żywiecko-Orawskim (w regionalizacji według Jerzego Kondrackiego w Beskidzie Żywieckim, w słowackiej Oravské Beskydy). W masywie Babiej Góry wyróżniono wiele wierzchołków, aby więc sprecyzować, o który dokładnie z nich chodzi, dla najwyższego używa się odrębnej nazwy Diablak. 

## Pochodzenie nazwy
Pochodzenie nazwy tłumaczą legendy. Według jednej z nich dawniej na szczycie Babiej Góry diabeł budował zamek dla zbójnika, który podpisał z nim umowę. Jednak gdy zapiał kur, niemal już ukończony zamek zawalił się, grzebiąc w ruinach zbójnika. Podczas burzy można podobno usłyszeć spod głazów brzęk jego ciupagi. Stąd też dla tego szczytu w ludowym nazewnictwie używano nazwy Diablak, Diabli Zamek lub Diable Zamczysko.
Dawniej zwany był także Diabelskim Zamkiem. Na dawnych niemieckich mapach szczyt ten opisany był jako Teufelspitze, czyli Góra diabła, Diabli Zamek lub Wielka Babia Góra.

## Topografia
Diablak jest najwyższym szczytem całych Beskidów Zachodnich, poza Tatrami najwyższym szczytem w Polsce i drugim co do wybitności (po Śnieżce). Znajduje się w głównym grzbiecie Pasma Babiogórskiego pomiędzy Pośrednim Grzbietem (po zachodniej stronie) i Siodłem Bończy (po wschodniej stronie). Grzbietem tym biegnie Wielki Europejski Dział Wodny między zlewiskami Bałtyku i Morza Czarnego oraz w części zachodniej pasma (po Diablak) granica polsko-słowacka. Szczytowe partie Diablaka znajdują się w piętrze halnym i pokrywa je rumowisko skalne zwane rumowiskiem Babiej Góry. Rumowisko to po stronie zachodniej, pomiędzy szczytem Diablaka a Pośrednim Grzbietem, nosi nazwę Tablic Zejsznera. Stoki południowe i wschodnie są łagodne, stoki północne bardzo strome – wyróżnia się w nich Piarżysty Żleb opadający do Kotliny Suchego Potoku.
W podszczytowych partiach Diablaka, w miejscu zwanym Orawskimi Piwnicami, znajduje się największe nagromadzenie jaskiń po słowackiej stronie Babiej Góry. Największą spośród zlokalizowanych tam jaskiń jest Orawska Piwnica II o długości korytarzy 32 m. W obrębie kopuły szczytowej Diablaka, na wysokości 1710 m n.p.m., zinwentaryzowano także niewielki obiekt jaskiniowy o nazwie Diabla Koleba (o długości 4 m). Jest to najwyżej położona jaskinia w Beskidach Zachodnich.
Również na południowych stokach Diablaka, około 10 min. drogi poniżej szczytu, znajduje się nigdy nie wysychające i najwyżej w całych polskich Beskidach położone źródło wody – Głodna Woda. Poniżej tego źródła, przy zielonym szlaku turystycznym są ruiny pierwszego schroniska na Babiej Górze.
Na mapach wysokość Diablaka przedstawiana jest najczęściej jako 1725 m lub 1722,9 m (w zaokrągleniu 1723 m). Nowsze pomiary lidarowe i geodezyjne ustaliły jednak wysokość wierzchołka (bez wzniesionego w kopule szczytowej kamiennego muru) na niecałe 1724 m:
- polskie dane z lotniczego skanowania laserowego z 2014 roku: 1723,8 m (w układzie wysokości Amsterdam)[1],
- polskie pomiary geodezyjne z 2019 roku: 1723,6 m (w układzie wysokości Kronsztad)[13],
- słowackie dane z lotniczego skanowania laserowego z 2019 roku: 1723,7 m (w układzie wysokości Kronsztad – Bpv)[2].

Znajduje się w Babiogórskim Parku Narodowym. Przez jego szczyt biegnie granica między miejscowościami Zawoja w powiecie suskim i Lipnica Wielka w powiecie nowotarskim (obydwie w województwie małopolskim), stoki południowe należą do Słowacji.

## Obiekty na szczycie Diablaka
Na szczycie Diablaka istnieje kilka historycznych i współczesnych obiektów, dawniej istniały także inne:
- Kamienny obelisk upamiętniający wejście na Diablak palatyna Węgier, arcyksięcia Józefa A. Habsburga w 1806 roku. Jest to już drugi taki obelisk, zbudowany w tym miejscu. Pierwszy ustawili Węgrzy w roku 1846 (w 40. rocznicę wizyty palatyna na szczycie), jednak został on wkrótce zniszczony podczas Wiosny Ludów. Drugi (obecny) ustawili Węgrzy w roku 1876, w 70. rocznicę wejścia. Jest na nim wykuty napis w języku węgierskim.
- Schrony na Babiej Górze. Pierwszy, drewniany, zbudowali w 1806 r. Węgrzy z okazji wizyty arcyksięcia Józefa A. Habsburga. Drugi, kamienny, na cześć ówczesnego starosty cyrkułu wadowickiego Josepha Losertha zwany powszechnie „Losertówką”, zbudowano w 1852 z inicjatywy ówczesnego właściciela Zawoi, Filipa Saint Genois d’Anneaucourt. Obydwa już nie istnieją.

- Płyta skalna z napisem, znajdująca się tuż obok obelisku. Jest to naturalny, płaski kamień z rumowiska Babiej Góry, na którym w okresie międzywojennym wyryto napis: „74 Górnośląski Pułk Piechoty dla uczczenia Czynu Legionowego i jego twórcy, pierwszego marszałka Polski Józefa Piłsudskiego”. Jesienią 1914 w Zawoi przebywali legioniści I Brygady Legionów Polskich, którzy później brali udział w krwawej bitwie pod Limanową. Po śmierci marszałka Piłsudskiego, na Babiej Górze i na wielu ważniejszych szczytach w okolicy zapalono symboliczne ogniska, a ziemię z Babiej Góry w dekoracyjnej urnie złożono u grobu marszałka.
- Obelisk z tablicą pamiątkową poświęcony papieżowi Janowi Pawłowi II. Znajduje się na słowackiej stronie szczytu i został ufundowany przez mieszkańców czterech słowackich wsi pod Babią Górą: Orawska Półgóra, Rabča, Rabczyce i Sihelne. Uroczyście odsłonięto go 17 sierpnia 1996 jako pamiątkę papieskich pielgrzymek na Słowację. Na tylnej ścianie ma tablicę z napisami w języku polskim, angielskim i niemieckim.
- Kamienny ołtarz polowy. Znajduje się również po słowackiej stronie, nieco poniżej i odbywają się przy nim czasami msze polowe.
- Statuetka Matki Bożej Królowej Babiej Góry, tablica z brązu upamiętniająca Kongres Eucharystyczny i Rok Maryjny 1987 oraz kamienny ołtarz polowy. Wszystkie znajdują się po północnej stronie szczytu, przy Perci Akademików. Statuetkę w naturalnej skalnej niszy umieścili w sierpniu 1984 ratownicy GOPR jako wotum wdzięczności za ocalenie papieża Jana Pawła II z zamachu na jego życie. Przy ołtarzu polowym co rok w niedzielę ok. 15 września odbywają się msza tzw. GOPR-owska.
- Kamienny mur wybudowany przez turystów z kamieni rumowiska Babiej Góry. W 2012 miał już wysokość większą od człowieka i długość ponad 10 metrów. Pełni rolę wiatrochronu zasłaniając od częstych na Diablaku silnych wiatrów.
- Dwie tablice upamiętniające wizytę Włodzimierza Lenina na Babiej Górze w 1912 roku. Jedna była umieszczona w okolicy Tablic Zejsznera w 1967 roku, druga po czechosłowackiej stronie granicy umieszczona w 1962 roku. Obie nie przetrwały do dziś[6].

## Turystyka
Na Diablak wychodzono turystycznie od dawna. Jeszcze do niedawna sądzono, że pierwszym jego zdobywcą znanym z nazwiska, był Jowius Fryderyk Bystrzycki, herbu Bończa, astronom i matematyk na dworze króla Stanisława Augusta Poniatowskiego. Swoje rzekome wejście na szczyt 8 lipca 1782 roku opisał w Gazecie Warszawskiej z 26 października 1813. Podaje, że przez lunetę oglądał stąd Kraków oraz Sanktuarium na Świętym Krzyżu, rozróżniając nawet dachówki na dachach. Współcześni badacze podważają jednak wiarygodność jego opisu. Aleksy Siemionow wykazał, że w istocie opis Bystrzyckiego jest mistyfikacją.
Diablak słynie z efektownych wschodów i zachodów słońca, zwłaszcza w lipcu. Często można z niego obserwować rankiem morze mgieł zalegające Kotlinę Orawsko-Nowotarską, ponad którym wyłaniają się szczyty Tatr. Obecnie na Diablak prowadzi kilka szlaków turystycznych oraz ścieżka edukacyjna „Babia Góra bez granic”. Całkowicie odsłonięty i wysoko wznoszący się nad okolicznymi górami szczyt jest doskonałym punktem widokowym. Dookólna (360°) panorama widokowa obejmuje Beskid Żywiecki, Śląski, Mały, Makowski, Wyspowy, Gorce, Kotlinę Orawsko-Nowotarską, Tatry, Wielką Fatrę, Małą Fatrę, Góry Choczańskie, przy dobrej widoczności widoczny jest Kraków. W wyjątkowo sprzyjających warunkach można dostrzec Górę Świętej Anny, klasztor na Jasnej Górze w Częstochowie, Góry Świętokrzyskie oraz Jesioniki w Sudetach.
Diablak może być szczytem niebezpiecznym. Charakterystyczna dla niego bardzo zmienna pogoda była przyczyną wielu wypadków, w tym śmiertelnych. Największy zdarzył się w lutym 1935. Podczas rajdu narciarskiego pojawiła się silna zawieja śnieżna. 4-osobowa grupa narciarzy KS „Beskid” z Andrychowa nie zauważyła budynku schroniska na Babiej Górze (obecnie już nieistniejącego) i zamarzła w śnieżycy. Zwłoki trzech narciarzy znaleziono w pobliżu schroniska – jeden z nich przejechał w odległości 1 m od budynku schroniska, nie zauważając go, a zwłoki czwartego znaleziono daleko, w maju, dopiero po stopieniu śniegów. Latem niebezpieczne są burze na szczycie i silne mgły, zimą zawieje śnieżne, a w niektórych partiach istnieje zagrożenie lawinowe.

## Szlaki turystyczne
(Główny Szlak Beskidzki): Markowe Szczawiny – przełęcz Brona – Diablak – Sokolica – Krowiarki. Czas wyjścia z Markowych Szczawin 1.30 h (↓ 1.10 h), z przełęczy Brona 1 h (↓ 0.45 h), z Krowiarek 2.30 h (↓ 1.30 h),
 Przełęcz Jałowiecka – Żywieckie Rozstaje – Mała Babia Góra – przełęcz Brona – Diablak – leśniczówka Stańcowa – Kiczory. Czas wyjścia z Przełęczy Jałowieckiej Północnej 2.25 h, ze Stańcowej 2.30 h (↓ 2 h)
 (Perć Akademików): Markowe Szczawiny – Skręt Ratowników – Diablak – Chata Slaná voda (Słowacja). Czas wyjścia z Markowych Szczawin 1.15 h (↓ 0.45 h), z Chaty Slaná voda 3.25 h (↓ 3.10 h)